# Benjamin Macé
Pour les articles homonymes, voir Macé.
Benjamin Macé, né le 16 mai 1989 à Bordeaux (en Gironde), est un coureur de patinage de vitesse sur glace.
Il participe aux Jeux olympiques d'hiver de 2010 où il finit cinquième à l'épreuve de relais en short-track et aux Jeux olympiques d'hiver de 2014 en patinage de vitesse.
Après sa carrière sportive, il participe à plusieurs émissions de téléréalité (dont la onzième saison de Secret Story, en 2017, avec le secret « J'ai participé deux fois aux Jeux olympiques »).

## Biographie
Benjamin Macé est né le 16 mai 1989 à Bordeaux, en France.

### Carrière sportive
À ses débuts dans le short-track, il évolue au club du Speedy on Ice Dijon Bourgogne. Comme Alexis Contin et Pascal Briand, il est à l'origine, un licencié de la FFRS, discipline course (rollers en ligne). 
Il est sélectionné pour les Jeux olympiques d'hiver de 2010 à Vancouver (Canada) dans l'équipe de France de short-track. Il se classe 22e sur 1500 m en patinage de vitesse sur piste courte et 5e à la finale du relais.
À partir de 2012, il est licencié à l'US Orléans Patinage et pratique désormais le patinage de vitesse en longue piste. Après s'être entraîné aux Pays-Bas et concouru aux championnats du monde en 2013, il participe aux Jeux olympiques d'hiver de 2014 à Sotchi en Russie. Il est notamment finaliste de la poursuite par équipe homme (avec Alexis Contin et Ewen Fernandez) et se classe 8e
Il arrête sa carrière de sportif après les Championnats du monde simple distance de patinage de vitesse 2015 où il prend la 20e place du 1 500 mètres,.
Après avoir été athlète de haut niveau, Benjamin Macé devient coach sportif à Bègles près de Bordeaux.

### Activités extra-sportives
Il participe à des émissions de téléréalité.
Il intègre la 11e 
saison de Secret Story le 12 octobre 2017 sur NT1 (soit 42 jours après le lancement du programme) avec le secret « J'ai participé 2 fois aux Jeux olympiques ». Il se fait éliminer le 1er novembre, soit 3 semaines après son entrée dans le jeu sans que son secret n'ait été découvert.
Début 2018, il fait partie du casting Zéro complexe, une émission diffusée sur Star 24, centrée sur les opérations esthétiques des stars de téléréalité et en partenariat avec la clinique MedEspoir. 
Il participe en janvier et février 2019 à la saison 2 de l'émission Les Princes et Princesses de l'amour (Les Princes de l'amour 6) sur W9, puis à la saison 4 de La Villa des cœurs brisés en mars sur TFX (le tournage des deux émissions a eu lieu en 2018).

## Palmarès sportif

### Résultats lors desJeux olympiques de Vancouver en 2010
- 22e sur l'épreuve du 1 500 m en patinage de vitesse sur piste courte.
- 5e à la finale du relais en patinage de vitesse sur piste courte.

### Résultats lors desJeux olympiques de Sotchi en 2014
- 29e place du 1 000 mètres
- 32e du 1 500 mètres.
- En poursuite par équipes hommes (avec Alexis Contin et Ewen Fernandez) ; finaliste, il termine huitième.

### Championnats du monde
- 2012 : 11e sur 1500 mètres
- 2013 : 19e sur 1000 mètres
- 2013 : 17e sur 1500 mètres
- 2015 : 20e sur 1500 mètres

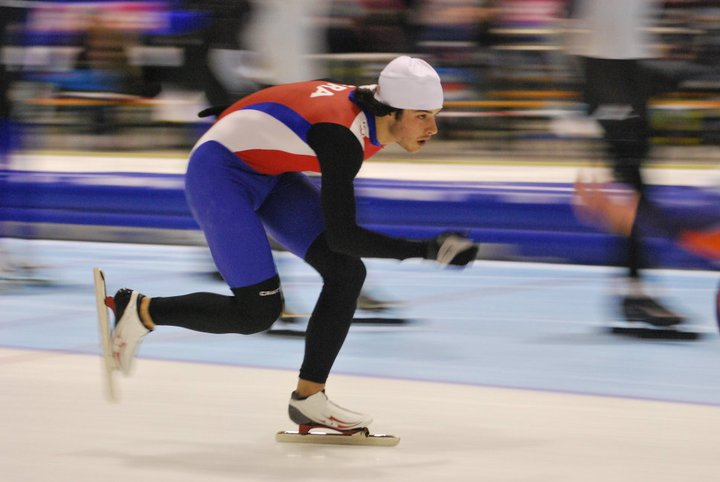
Aux championnats du monde d'Heerenveen (Pays-Bas) en 2013